# Фёдоровка (Чуйская область)
Фёдоровка — село в Жайылском районе Чуйской области Кыргызстана. Входит в состав Сары-Кооского аильного округа. Код СОАТЕ — 41708 209 838 06 0.

## Население
| год     | 2009 | 2014 | 2015 |
| ------- | ---- | ---- | ---- |
| человек | 1683 | 1405 | 1276 |